# Tiruttakkadevar
Tiruttakkadevar (Tamil: திருத்தக்கதேவர் Tiruttakkatēvar [ˈt̪iɾɯˌt̪ːakːəˌd̪eːʋər]) war ein tamilischer jainistischer Dichter. Er lebte wahrscheinlich im 10. Jahrhundert und verfasste das Epos Sivagasindamani.
Über Tiruttakkadevar sind praktisch keine belastbaren historischen Fakten bekannt. Er wird auf das 10. Jahrhundert datiert, weil sein Sivagasindamani nachweislich auf dem Sanskrit-Werk Uttarapurana beruht, das 897/898 fertiggestellt wurde. Laut dem Autor Nachinarkkiniyar, der im 14. Jahrhundert einen Kommentar zum Sivagasindamani verfasste, soll er ein Chola-Prinz gewesen sein, der als jainistischer Mönch in der Hauptstadt der Ganga-Könige lebte. Er sei von nicht-jainistischen Dichtern herausgefordert worden, die seine Fähigkeit, Liebesdichtung zu verfassen, anzweifelten. Als Reaktion darauf habe Tiruttakkadevar das Sivagasindamani verfasst.
Außer dem Sivagasindamani wird Tiruttakkadevar ein weiteres, weniger bekanntes Werk zugeschrieben: Das Nariviruttam, ein moralisches Lehrgedicht in 51 Strophen. Im Fall des Narivirittam ist Tiruttakkadevars Autorschaft aber höchst unsicher.